# Henrique Santana
Henrique Júlio Martins Santana (Lisboa, 7 de maio de 1924 – Lisboa, 1 de julho de 1995) foi um ator, produtor, encenador e escritor português.
Era filho do ator Vasco Santana e de sua primeira mulher Arminda Martins e casado com a também atriz Maria Helena Matos, filha do ator Francisco Mendonça de Carvalho e da atriz Maria Matos.
A 9 de junho de 1994, foi agraciado com o grau de Oficial da Ordem Militar de Sant'Iago da Espada.

## Televisão e cinema
- 1948 - Fado, História de uma Cantadeira
- 1953 - O Comissário de Polícia
- 1954 - O Costa d'África
- 1962 - Um Dia de Vida
- 1964 - Aqui Há Fantasmas
- 1965 - A Menina Feia
- 1985 - Aqui Há Fantasmas
- 1988 - Daqui Fala o Morto
- 1988 - Sétimo Direito
- 1988 - Os Homens da Segurança
- 1995 - Sinais de Fogo (filme)

## ligações externas
- Henrique Santana. no IMDb.